# Lars Johansson (hokeista)
Lars Johansson (ur. 11 lipca 1987 w Aveście) – szwedzki hokeista, reprezentant Szwecji, olimpijczyk.
Brat Martina, biegacza narciarskiego i na orientację.

## Kariera
- Avesta BK U16 (2002–2003)
- Mora IK J18 (2004–2005)
- Mora IK J20 (2005–2008)
- Mora IK (2007–2011)
  -  IFK Munkfors (2008–2009)
- VIK Västerås HK (2011–2013)
- Frölunda HC (2013–2016)
- Rockford IceHogs (2016–2017)
- CSKA Moskwa (2017–2021)
- SKA Sankt Petersburg (2021–2022)
- Frölunda HC (2022–)

Przez wiele lat był zawodnikiem drużyn juniorskich i seniorskiej klubu Mora IK (do 2011). Potem przez dwa sezony grał w VIK Västerås HK (do 2013) i przez trzy sezony we Frölunda HC (do 2016, przy czym w grudniu 2015 przedłużył kontrakt o trzy lata). W tym okresie występował w ligach Elitserien i Allsvenskan. W maju 2016 podpisał kontrakt z Chicago Blackhawks z NHL i w sezonie 2016/2017 był bramkarzem zespołu Rockford IceHogs w American Hockey League. W połowie 2017 został zawodnikiem rosyjskiego klubu CSKA Moskwa w rozgrywkach KHL. Przedłużał kontrakt w styczniu 2018 o rok i w grudniu 2018 o dwa lata. W maju 2021 ogłoszono jego odejście z CSKA. W czerwcu 2021 został zakontraktowany przez SKA Sankt Petersburg. W maju 2022 powrócił do Frölunda HC.
Uczestniczył w turnieju zimowych igrzysk olimpijskich 2022.

## Sukcesy
Klubowe
- Brązowy medal mistrzostw Szwecji: 2015 z Frölunda HC
- Złoty medal mistrzostw Szwecji: 2016 z Frölunda HC
- Finał Hokejowej Ligi Mistrzów: 2015 z Frölunda HC
- Mistrzostwo Hokejowej Ligi Mistrzów: 2016 z Frölunda HC
- Srebrny medal mistrzostw Rosji: 2018 z CSKA Moskwa
- Puchar Kontynentu: 2019, 2020 z CSKA Moskwa
- Złoty medal mistrzostw Rosji: 2019, 2020 z CSKA Moskwa
- Finał KHL o Puchar Gagarina: 2018 z CSKA Moskwa
- Puchar Gagarina: 2019 z CSKA Moskwa

Indywidualne
- J20 SuperElit Północ (2005/2006):
  - Pierwsze miejsce w klasyfikacji średniej goli straconych na mecz w sezonie zasadniczym: 2,83
  - Pierwsze miejsce w klasyfikacji skuteczności interwencji w sezonie zasadniczym: 90,3%
- J20 SuperElit Północ (2006/2007):
  - Pierwsze miejsce w klasyfikacji skuteczności interwencji w sezonie zasadniczym: 93,4%
- Allsvenskan (2012/2013):
  - Pierwsze miejsce w klasyfikacji średniej goli straconych na mecz w sezonie zasadniczym: 1,88
  - Pierwsze miejsce w klasyfikacji skuteczności interwencji w sezonie zasadniczym: 93,7%
- Svenska hockeyligan (2015/2016):
  - Pierwsze miejsce w klasyfikacji średniej goli straconych na mecz w sezonie zasadniczym: 1,74
  - Pierwsze miejsce w klasyfikacji skuteczności interwencji w sezonie zasadniczym: 92,7%
  - Pierwsze miejsce w klasyfikacji liczby meczów bez straty gola w sezonie zasadniczym: 7
  - Trofeum Honkena – nagroda dla najlepszego bramkarza sezonu
- KHL (2017/2018):
  - Pierwsze miejsce w klasyfikacji średniej goli straconych na mecz w sezonie zasadniczym: 1,31
  - Czwarte miejsce w klasyfikacji skuteczności interwencji w sezonie zasadniczym: 93,8%
  - Najlepszy bramkarz – finały konferencji[11], kwiecień 2018[12]
- KHL (2018/2019):
  - Mecz Gwiazd KHL
  - Drugie miejsce w klasyfikacji średniej goli straconych na mecz w sezonie zasadniczym: 1,15
  - Drugie miejsce w klasyfikacji skuteczności interwencji w sezonie zasadniczym: 94,5%
  - Czwarte miejsce w klasyfikacji meczów bez straty gola w sezonie zasadniczym: 9
- KHL (2019/2020):
  - Pierwsze miejsce w klasyfikacji średniej goli straconych na mecz w sezonie zasadniczym: 1,40
  - Piąte miejsce w klasyfikacji meczów bez straty gola w sezonie zasadniczym: 6
- KHL (2020/2021):
  - Najlepszy bramkarz miesiąca – luty 2021[13]
  - Trzecie miejsce w klasyfikacji skuteczności interwencji w sezonie zasadniczym: 93,2%
  - Pierwsze miejsce w klasyfikacji średniej goli straconych na mecz w sezonie zasadniczym: 1,59
  - Czwarte miejsce w klasyfikacji meczów bez straty gola w sezonie zasadniczym: 4
  - Najlepszy bramkarz etapu – finały konferencji[14]
  - Trzecie miejsce w klasyfikacji skuteczności interwencji w fazie play-off: 95,2%
  - Pierwsze miejsce w klasyfikacji średniej goli straconych na mecz w fazie play-off: 1,20
  - Pierwsze miejsce w klasyfikacji liczby meczów bez straty gola w fazie play-off: 7
- KHL (2021/2022):
  - Najlepszy bramkarz miesiąca – październik 2021[15], grudzień 2021[16]
  - Pierwsze miejsce w klasyfikacji skuteczności interwencji w sezonie zasadniczym: 93,2%
  - Pierwsze miejsce w klasyfikacji średniej goli straconych na mecz w sezonie zasadniczym: 1,63
  - Pierwsze miejsce w klasyfikacji meczów bez straty gola w sezonie zasadniczym: 9
  - Czwarte miejsce w klasyfikacji średniej goli straconych na mecz w fazie play-off: 2,09